# Rådasjöns Segelsällskap
Rådasjöns Segelsällskap, RÅSS, är ett segelsällskap som bildades 1965 av en grupp föräldrar som byggde optimistjollar till sina barn. Sällskapet är baserat i västra delen av Rådasjön, vid Helenevik mellan Mölndal och Mölnlycke.
Det nuvarande klubbhuset invigdes 1998 och ligger intill Sjövallagården, som drivs av Mölndals Roddklubb. Man seglar bland annat Optimist, Zoom 8, E-jolle, Laser (båtmodell), Laser Radial, RS Feva och 29:er.